# Slag bij Dorestad
De slag bij Dorestad vond plaats in 695 tussen de Friezen, onder leiding van koning Radboud en de Franken, onder leiding van hofmeier Pepijn van Herstal. De Friezen werden door de Franken verslagen.

## Achtergrond
Tussen omstreeks 628 en 719 was de streek rond Utrecht een speelbal tussen de twee machten, waarbij de beheersing van de oude Romeinse grensversterkingen vaak de inzet was van de vijandelijkheden. De Friezen waren in de periode daaraan voorafgaand een macht van betekenis geworden en probeerden hun gezag naar het zuiden uit te breiden. Halverwege de 7e eeuw was het castellum van Utrecht in hun bezit gekomen en tot zetel geworden van de Friese koningen. Dorestad was in die tijd een van de grootste handelsplaatsen van Europa.
In 695 veroverden de Franken dit gebied terug en voerde Pepijn van Herstal een veldtocht tegen de Friezen. Radboud had zich verschanst bij het, waarschijnlijk voormalige Romeinse, fort Duristate bij Dorestad (Durestadum) en werd er door Pepijn van Herstal omsingeld. Bij Dorestad (Wijk bij Duurstede) werden de Friezen verslagen en kwamen de voormalige castella van Utrecht en Vechten in handen van de Franken. De gevolgen van deze overwinning zijn niet geheel duidelijk, het gebied ten zuiden van de Rijn tot aan de zee werd Frankisch, maar de macht van de Friezen in het rivierengebied ging niet geheel verloren. Zij bleven baas in het gebied van de Utrechtse Vecht. In elk geval legde de Frankische overwinning de basis voor de daarop volgende missieactiviteit van Willibrord en vervolgens Bonifatius vanuit het Utrechtse voormalige castellum.

## Een of twee veldslagen
Historicus Herre Halbertsma wijdt in Frieslands Oudheid een heel epistel over deze gebeurtenis. Volgens hem maakt de middeleeuwse kroniek Annales Mettenses waarin verslag wordt gedaan van de daden van de Karolingers, onderscheid tussen twee campagnes van de Franken tegen Radboud. Van de eerste veldtocht gedateerd op 692 is de plaats van het strijdtoneel niet opgegeven. Hofmeijer Pippijn bracht hiervoor een groot leger op de been. Koning Radboud werd verslagen maar wist zich aan omsingeling te onttrekken. Daarna zond hij boodschappers naar Pippijn om over vrede te onderhandelen. Het tweede treffen wordt gedateerd op 697, met de vermelding van de plek waar de gevechten plaatsvonden, Dorestad. Radboud had bij herhaling de grenzen van het Frankische rijk geschonden. Radboud hield zich op bij het castra Durestadum toen Pippijn naderde. Halbertsma stelt de nodige vraagtekens bij deze bron, omdat geen enkele oudere bron dan de Annales verslag doet van twee veldslagen tussen Radboud en Pippijn. Volgens Halbertsma hebben de twee verschillend gedateerde berichten in wezen betrekking op eenzelfde gebeurtenis, welke in zijn optiek onder andere ontleend is aan de kroniek van Fredegarius met Continuationes. De Duitse historicus Wilhelm Levison komt tot dezelfde conclusie als Halbertsma in 'Zu den Annales Mettenses' (in: Kritische Beiträge zur Geschichte des Mittelalters, 1933, p. 9-21).